# Scheloribates clavilanceolatus
Scheloribates clavilanceolatus är en kvalsterart som först beskrevs av Ewing 1907.  Scheloribates clavilanceolatus ingår i släktet Scheloribates och familjen Scheloribatidae. Inga underarter finns listade i Catalogue of Life.